# SN 2010ga
SN 2010ga – supernowa typu Ia odkryta 8 lipca 2010 roku w galaktyce A003443+0954. W momencie odkrycia miała maksymalną jasność 17,30m.